# Gisèle Pelicot

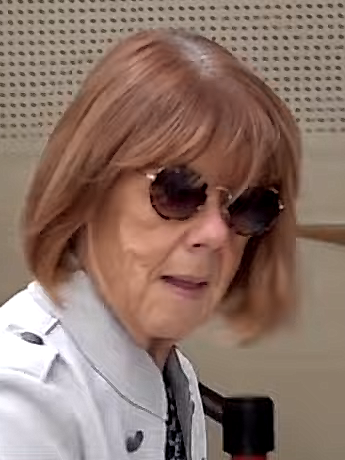
Gisèle Pelicot (2024)

Die Französin Gisèle Pelicot (IPA: [ʒiˈzɛl peliˈko] ⓘ; geboren am 7. Dezember 1952 als Gisèle Marie Françoise Guillou in Villingen, Deutschland) erlangte im Jahr 2024 im Strafprozess gegen ihren geschiedenen Ehemann und 50 weitere Täter internationale Bekanntheit. Diese hatten sie systematisch und auf Einladung ihres Mannes schwer vergewaltigt, nachdem sie von ihm jeweils betäubt worden war. Um aus der Opferrolle herauszutreten und den Tätern die Scham zuzuweisen, setzte sie bei Gericht in Avignon durch, dass der Prozess nicht unter Ausschluss der Öffentlichkeit stattfand und auch die Videoaufnahmen der Taten im Beweisverfahren gezeigt wurden. Pelicot gilt durch ihren Mut als Ikone im Kampf gegen sexualisierte Gewalt an Frauen. Sie wurde 2025 mit dem Orden der Ehrenlegion als Chevalier de la Légion d’honneur ausgezeichnet.

## Leben
Gisèle Pelicot wurde in Deutschland als Tochter eines französischen Berufssoldaten geboren, der in Villingen stationiert war. Als sie fünf Jahre alt war, zog die Familie nach Frankreich. Sie wuchs in der Nähe von Paris auf. Im Alter von neun Jahren verlor sie ihre Mutter, die mit 35 Jahren an Krebs starb. 1971 lernte sie ihren späteren Ehemann Dominique Pelicot kennen, den sie 1973 heiratete. Das Paar zog in den Pariser Vorort Villiers-sur-Marne. Gisèle Pelicot absolvierte eine Ausbildung zur Stenotypistin und arbeitete bei der staatlichen Elektrizitätsgesellschaft EDF. Dort stieg sie zur leitenden Angestellten auf. Sie ist Mutter von drei Kindern.
2004 reichte sie die Scheidung ein, da Dominique Pelicot sich hoch verschuldet hatte. Sie heiratete ihn 2007 erneut. Kurz vor Prozessbeginn 2024 ließ sie sich erneut scheiden.

## Sexualisierte Gewalt und Vergewaltigungen

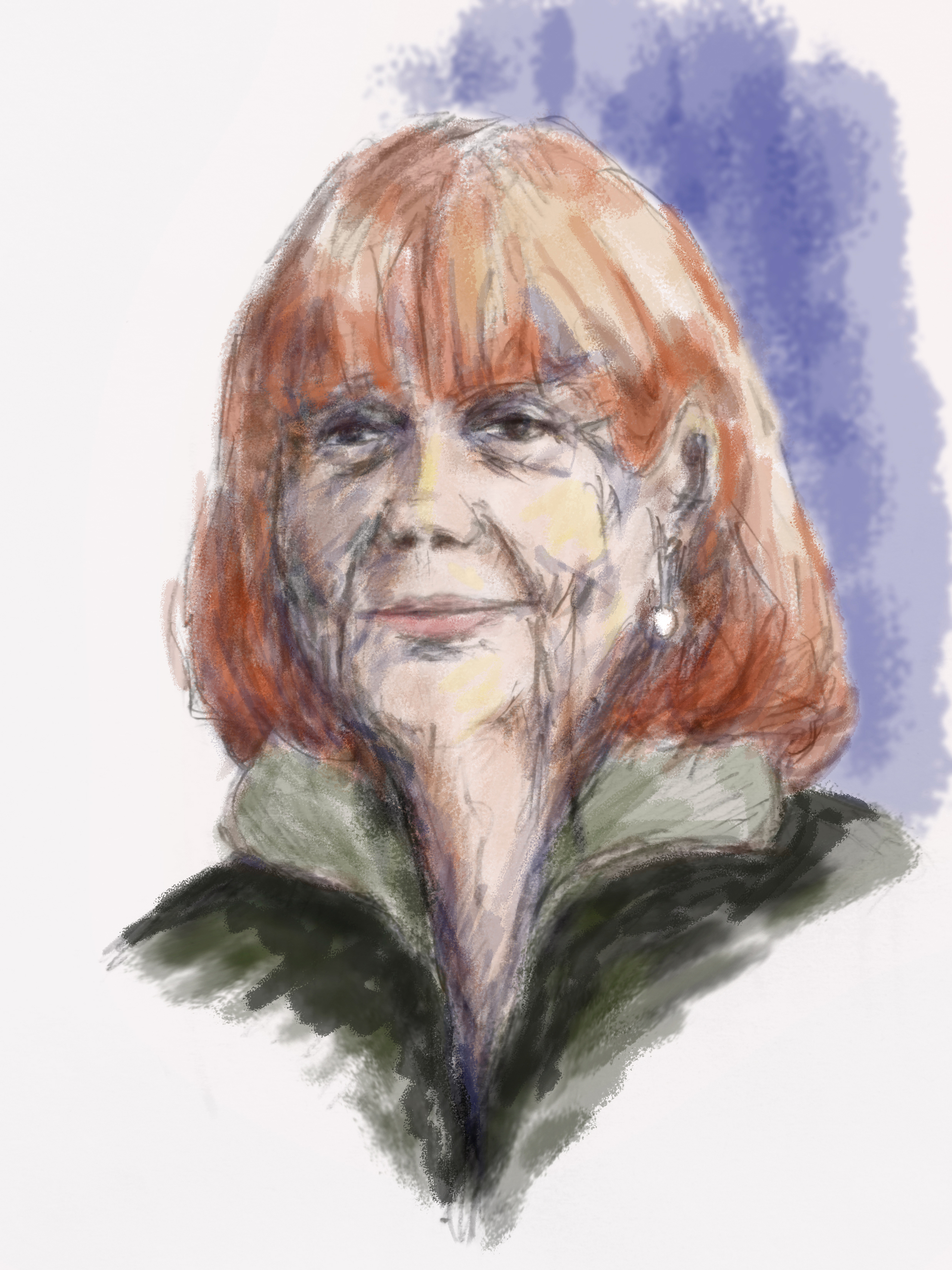
Zeichnung von Pelicot (2024)

Über fast 10 Jahre, ab Juli 2011 bis Oktober 2020, setzte Dominique Pelicot seine Frau schwerer sexualisierter Gewalt aus. Er betäubte sie ohne ihr Wissen durch den Einsatz starker Medikamente, die er heimlich in ihr Essen mischte (chemische Unterwerfung). Insgesamt lud er mindestens 82 Männer in das gemeinsame Haus in Mazan ein, um sie vergewaltigen zu lassen. Die Übergriffe filmte er und dokumentierte die Taten akribisch. Dominique Pelicot rekrutierte die Männer über die Website Coco.gg. Dies war eine französische, allgemein zugängliche Online-Chat-Seite, frei von jeglicher Moderation, auf der sich bis zu ihrer Schließung im Juni 2024 Menschenhändler, Pädophile und Kriminelle aller Art zu Verbrechen verabreden konnten.
Dominique Pelicot erteilte den Männern genaue Anweisungen, wie sie seine bewusstlose Frau missbrauchen sollten, ohne sie aufzuwecken. Die Täter stammten aus allen sozialen Schichten und waren zwischen 22 und 70 Jahre alt.
Die sexuelle Gewalt und der unbemerkte Medikamentenkonsum führten bei Gisèle Pelicot zu schweren gesundheitlichen Problemen, darunter Schlafstörungen, gynäkologischen Beschwerden, vier Geschlechtskrankheiten, die erst durch die Gerichtsmediziner identifiziert wurden, Gedächtnisverlust und Depressionen. Wegen ihrer Gedächtnislücken und Schmerzen im Unterleib suchte Gisèle Pelicot diverse Arztpraxen auf. Aber in keiner kam der Verdacht auf, es könnte sich um Vergiftungen und Betäubung durch Medikamente handeln, weshalb keine toxikologische Analyse durchgeführt wurde. Gisèle Pelicots zuvor enger Kontakt zu ihren Kindern und Enkelkindern brach in der Zeit des Missbrauchs zunehmend ab.
Im Jahr 2020 beobachtete ein Sicherheitsmitarbeiter eines Supermarkts, dass Dominique Pelicot mit seinem Handy unter die Röcke von drei Kundinnen filmte (Upskirting). Die betroffenen Frauen entschlossen sich zur Anzeige, deshalb wurde er festgenommen. Später entdeckten die Gendarmerie in seiner Tasche einen Camcorder, eine Kamera und Kondome. Auf seinem Computer fanden die Ermittler Videos und Fotos, welche die jahrelang systematisch begangene Vergewaltigung seiner Frau dokumentierten.

## Prozess
Als Dominique Pelicot und 50 weitere Männer im Jahr 2024 vor dem Strafgericht in Avignon angeklagt wurden, nahm Gisèle Pelicot als Nebenklägerin mit ihren Anwälten an dem Prozess teil. Sie entschied sich, auf ihr Recht auf Anonymität zu verzichten und den Prozess bewusst öffentlich zu führen. Sie bestand zudem darauf, dass die Bilder und Videos, die die an ihr begangenen Vergewaltigungen zeigten, öffentlich vorgeführt wurden. Damit wurde sie über die Grenzen Frankreichs hinaus zu einer Symbolfigur im Kampf gegen sexualisierte Gewalt. Gisèle Pelicot griff einen Satz aus der #MeToo-Bewegung auf: „Die Scham muss die Seiten wechseln“. Dieser wurde weltweit aufgegriffen und auf zahlreichen Demonstrationen verwendet.
Am 19. Dezember 2024 wurde Dominique Pelicot wegen schwerer Vergewaltigung schuldig gesprochen. Er erhielt die Höchststrafe für diese Straftat: eine Verurteilung zu 20 Jahren Haft. In dem Verfahren standen neben dem Hauptangeklagten 50 weitere Männer vor Gericht, die meisten wegen des Vorwurfs der Vergewaltigung. Einen von ihnen sprach das Gericht wegen versuchter Vergewaltigung schuldig, zwei weitere wurden wegen sexueller Gewalt verurteilt. Alle anderen Angeklagten wurden wegen schwerer Vergewaltigung schuldig gesprochen.
Die Ermittlungen ergaben, dass Gisèle Pelicot insgesamt etwa 200 Vergewaltigungen im bewusstlosen Zustand ausgesetzt war. Die Ermittlerinnen und Ermittler gehen davon aus, dass zusätzlich ein Dutzend weitere Männer beteiligt war, die jedoch nicht identifiziert werden konnten.
Nach dem Prozess wurde Gisèle Pelicot vor dem Gerichtsgebäude von einer Menschenmenge mit Jubel empfangen. Sie äußerte, dass sie die Entscheidung des Gerichts respektiere und dass sie diesen Prozess auch mit den Gedanken an ihre Enkelkinder geführt habe. Sie drückte ihre Unterstützung für andere Betroffene sexueller Gewalt aus: „Wir führen denselben Kampf.“

## Internationale Wahrnehmung

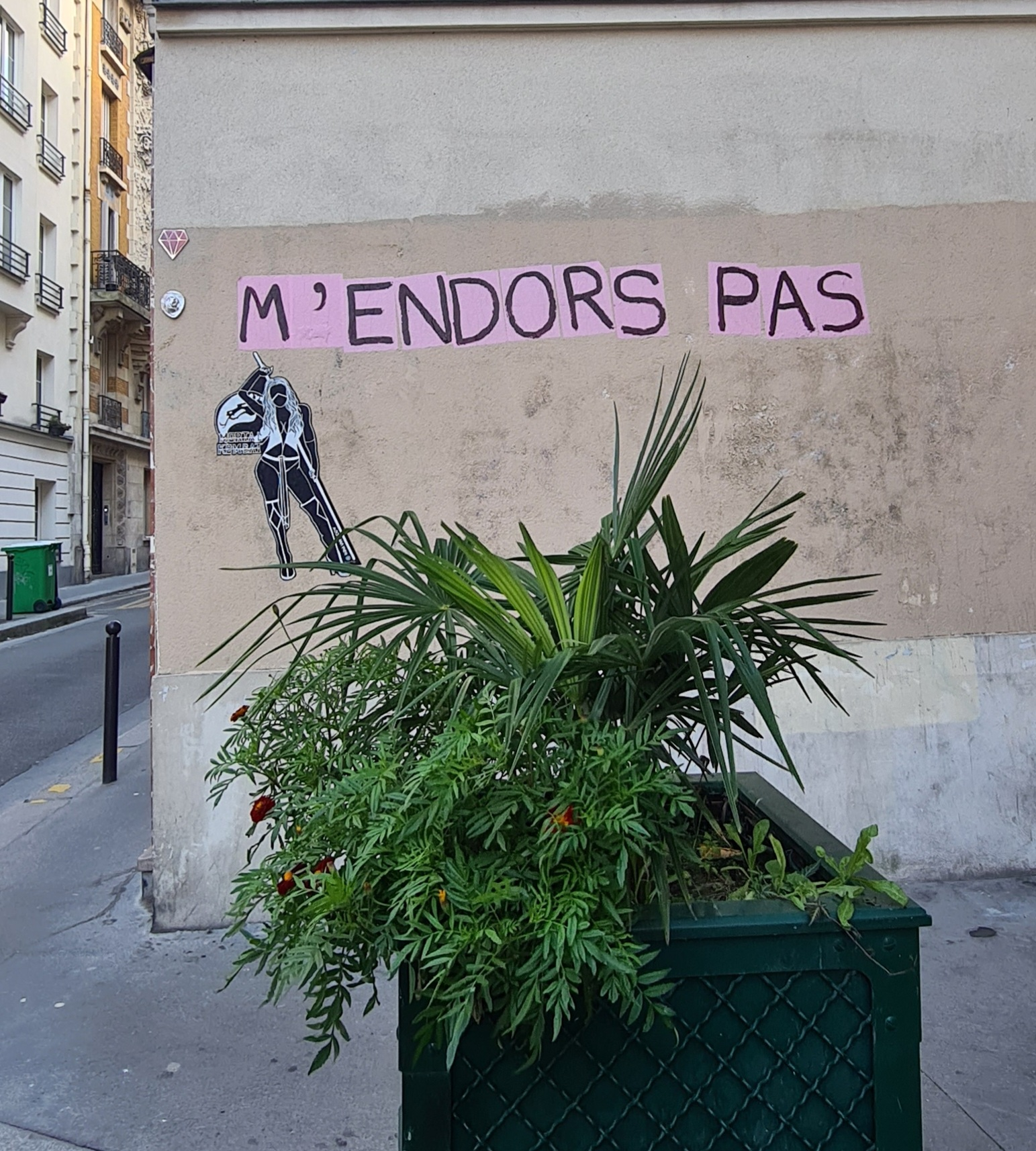
Feministisches Graffito in Paris in der Rue Nollet: M’endors pas (Schläfere mich nicht ein)

Während des Prozessverlaufs in Avignon demonstrierten in Frankreich mehrere Tausend Menschen, um Betroffenen sexueller Gewalt Solidarität und Unterstützung auszudrücken. In Paris, wo 3.500 Menschen auf die Straße gingen, wurden Sprechchöre angestimmt: „Wir sind alle Gisèle“, „Vergewaltiger, wir sehen dich; Opfer, wir glauben dir“ und „Du bist nicht allein“. In Marseille versammelten sich vor dem Justizpalast, an dem ein Transparent hing mit der Aufschrift „Die Scham muss die Seite wechseln“, mehr als tausend Demonstrierende. In Rennes kamen Hunderte Menschen zusammen und hielten Transparente mit Aufschriften wie „Schütze deine Tochter, erziehe deinen Sohn“ und „Gisèle, wir lieben dich“.
Die Zeit schrieb, während der Prozess lief: „Gisèle Pelicot möchte kein Vorbild sein und ist doch eins – für ihre Tochter und die Schwiegertöchter, die ihr Mann ebenfalls nackt gefilmt hatte und die nun vor Gericht aussagen. Und für Millionen Frauen, die in ihrem Leben Erfahrungen mit sexueller Gewalt gemacht haben.“
Der Gerichtsprozess löste weltweit Debatten darüber aus, ob das Strafrecht ausreicht, um Vergewaltigungen angemessen zu ahnden. Im Mittelpunkt stand dabei die Tatsache, dass das Fehlen einer Zustimmung bislang oft nicht als strafrelevant angesehen wurde. In Frankreich ist das Konzept der sexuellen Zustimmung bislang nicht gesetzlich verankert. In Ländern wie Schweden und Spanien hingegen gilt die Regel, dass ohne explizite Zustimmung nicht von einer einvernehmlichen sexuellen Handlung ausgegangen werden darf. In einem Bericht des ZDF hieß es: „Und Gisèle Pelicot wechselte die Rolle vom Opfer zu einer Frau, die Kraft und Würde ausstrahlt, eine Ikone: ‚Ich widme diesen Kampf allen Opfern sexualisierter Gewalt‘, hatte sie zu Beginn des Verfahrens erklärt.“
Christine Longin beschrieb in der taz Gisèle Pelicot vor Gericht sowie die weitreichenden Auswirkungen ihrer Aussagen und des Prozesses:

„‚Es geht hier nicht um Mut, sondern um Willen und Entschlossenheit, den Schleier über den Vergewaltigungen zu lüften‘, sagt sie vor Gericht. ‚Die Scham soll die Seite wechseln‘, ergänzt ihr Anwalt Stéphane Babonneau. Der Satz wurde zur Parole von tausenden Menschen, die in den vergangenen Monaten aus Solidarität mit ‚Gisèle‘ auf die Straße gingen. Die zierliche Frau mit dem kupferroten Pagenschnitt wurde zu einer Ikone der Frauenbewegung weltweit. Die #MeToo-Bewegung, die 2017 aus den USA nach Frankreich herübergeschwappt war, bekam mit ihr neuen Schwung. ‚Sie war überzeugt, dass es für einen gesellschaftlichen Wandel nötig war, dass die Gesellschaft der Vergewaltigung in ihrer unverfälschten Form ins Gesicht schaut‘, so Babonneau in seinem Plädoyer Ende November.“

Französische und US-amerikanische Magazine bezeichneten Gisèle Pelicot als feministische Heldin.
Frankreichs Präsident Emmanuel Macron bedankte sich am Tag nach dem Urteilsspruch auf X bei Gisèle Pelicot für ihre Würde und ihren Mut. Sie habe „Frankreich und die Welt bewegt und inspiriert“.

## Auszeichnungen
Gisèle Pelicot wurde in die Liste der BBC 100 Women 2024 aufgenommen. Das US-Magazin Time kürte die Französin zu einer von insgesamt zwölf Frauen des Jahres 2025. Am 11. Juli 2025 wurde Pelicot zum Chevalier (Ritter) der Ehrenlegion ernannt.